# Lithophragma glabrum
Lithophragma glabrum är en stenbräckeväxtart som beskrevs av Thomas Nuttall, John Torrey och Gray. Lithophragma glabrum ingår i släktet Lithophragma och familjen stenbräckeväxter. Inga underarter finns listade i Catalogue of Life.

## Bildgalleri

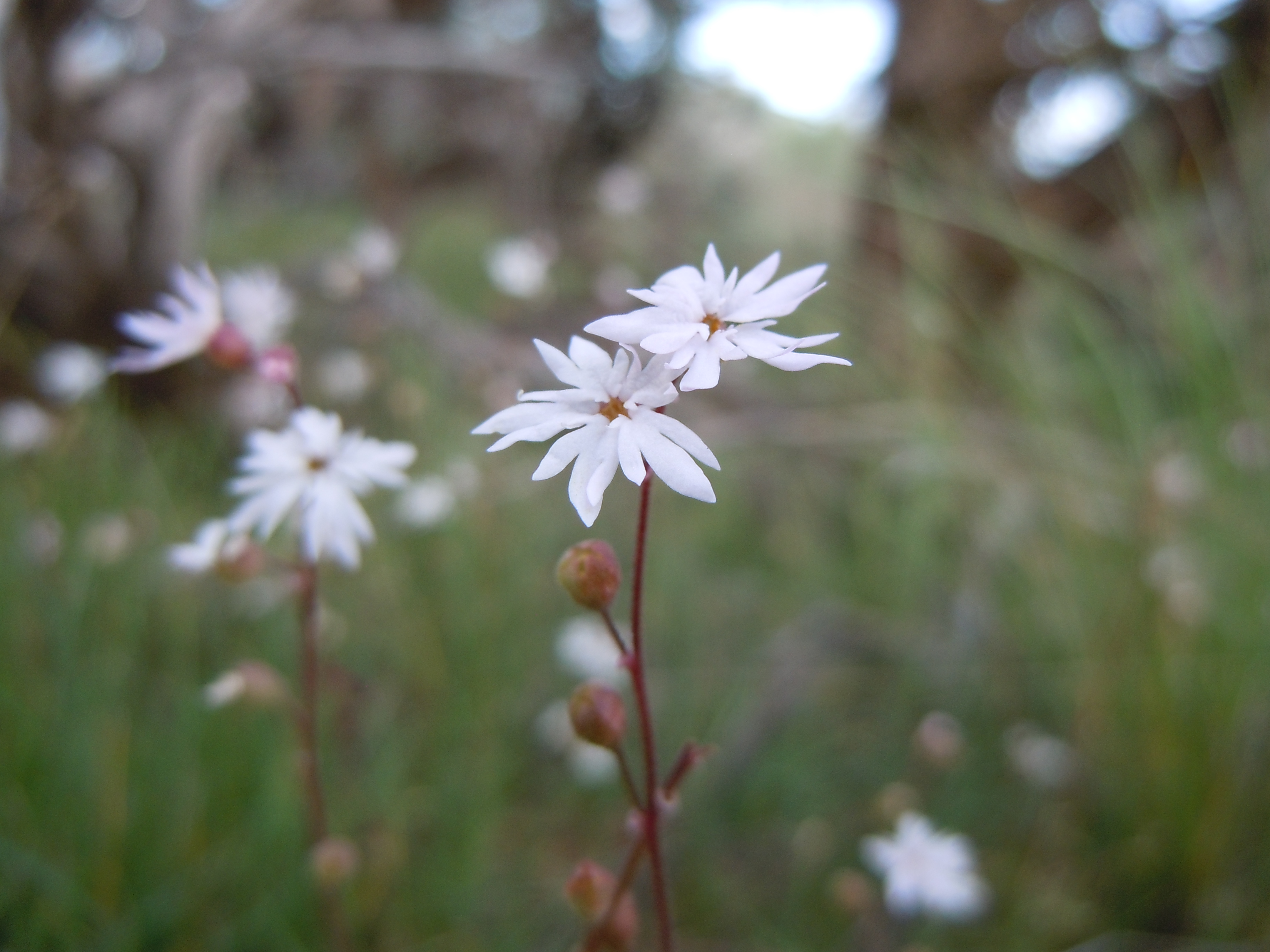
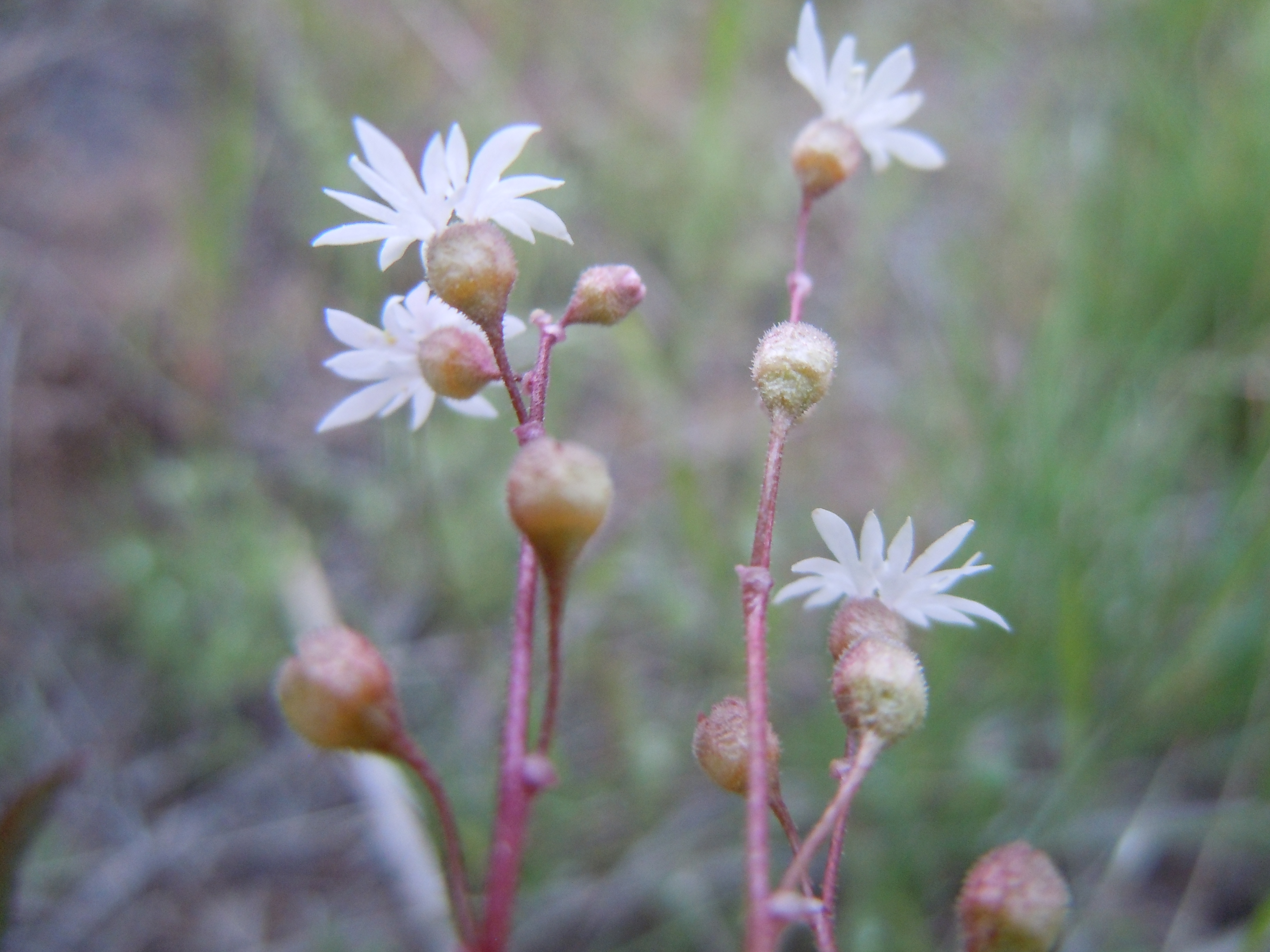
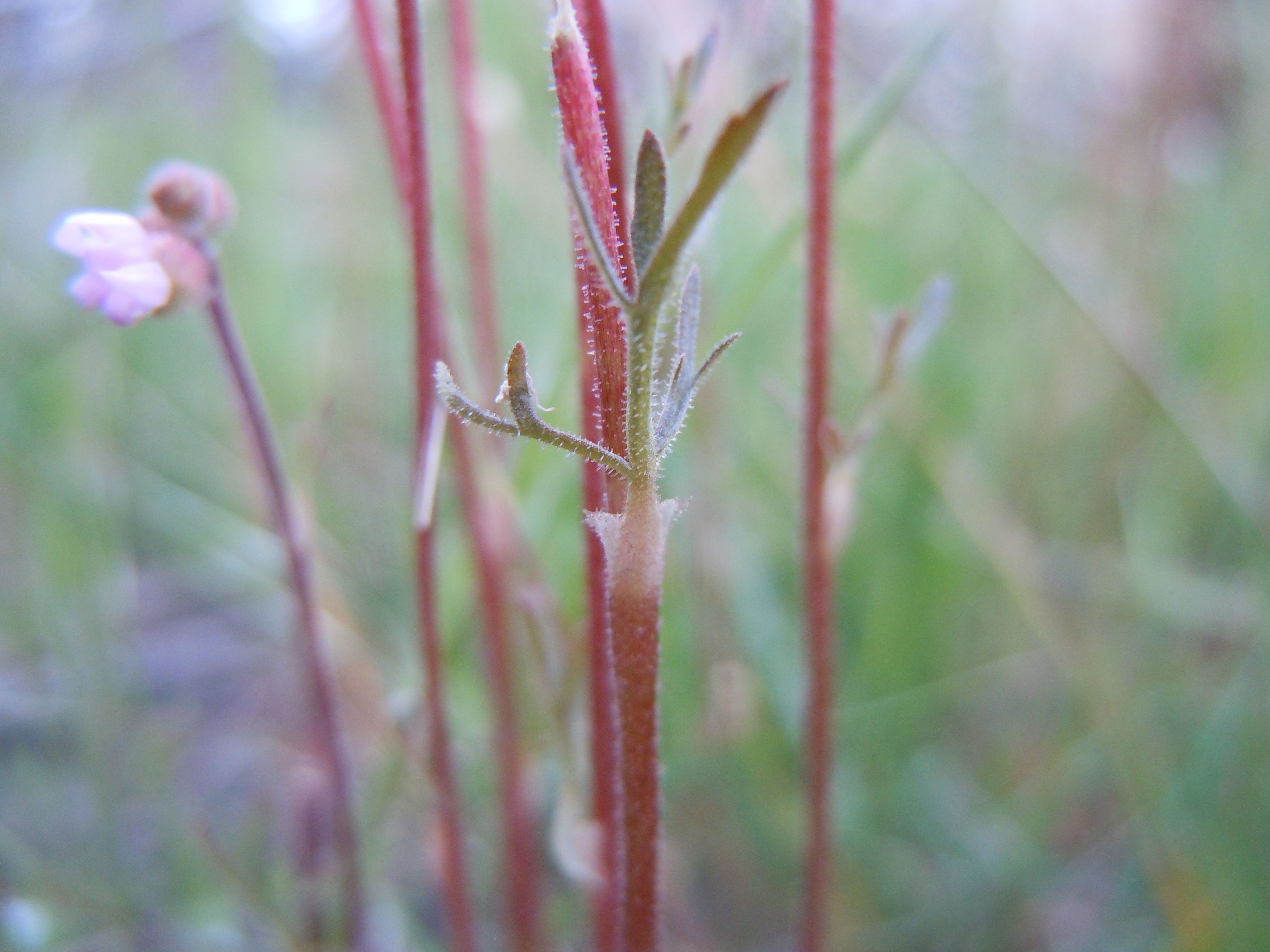
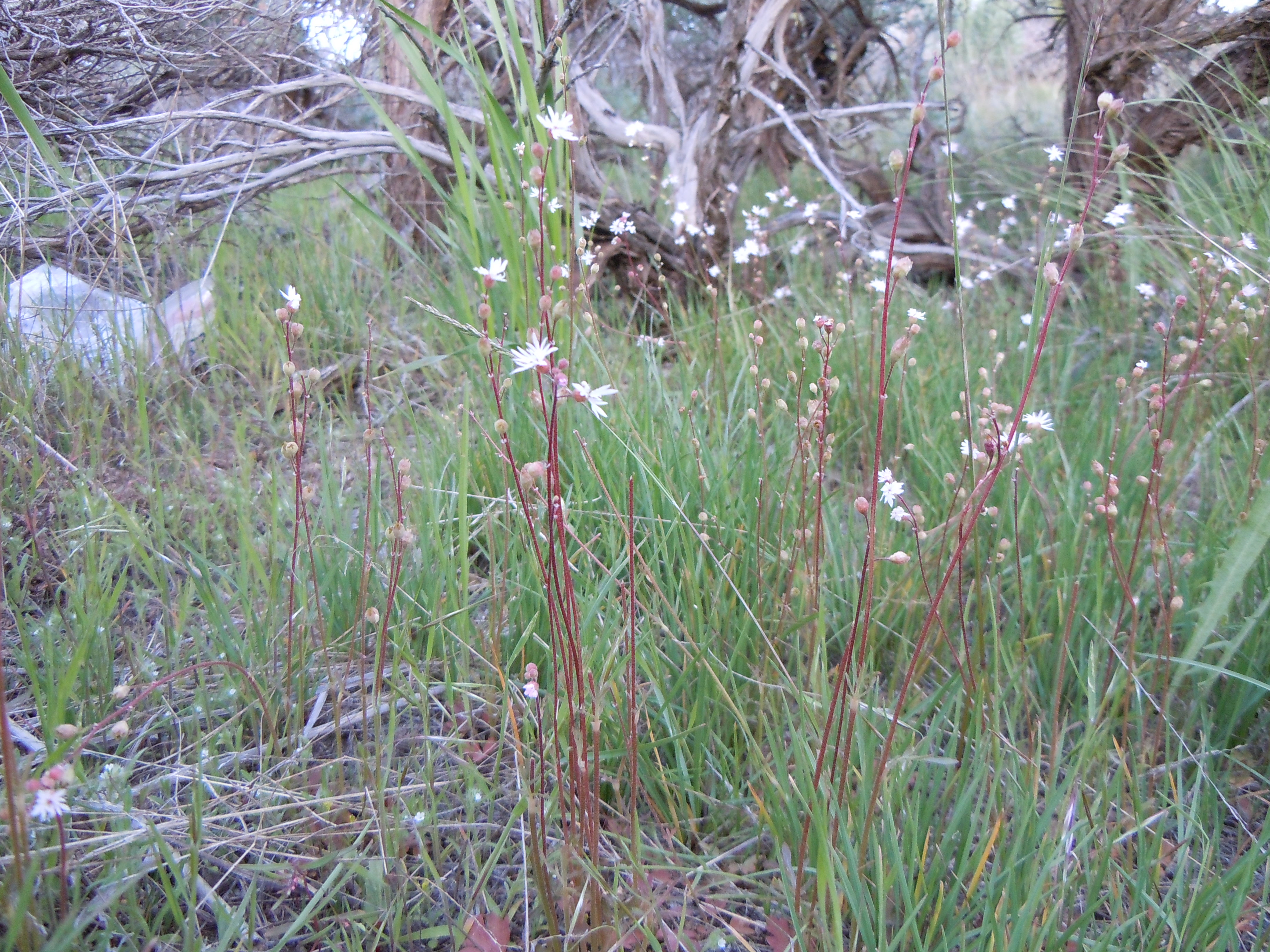
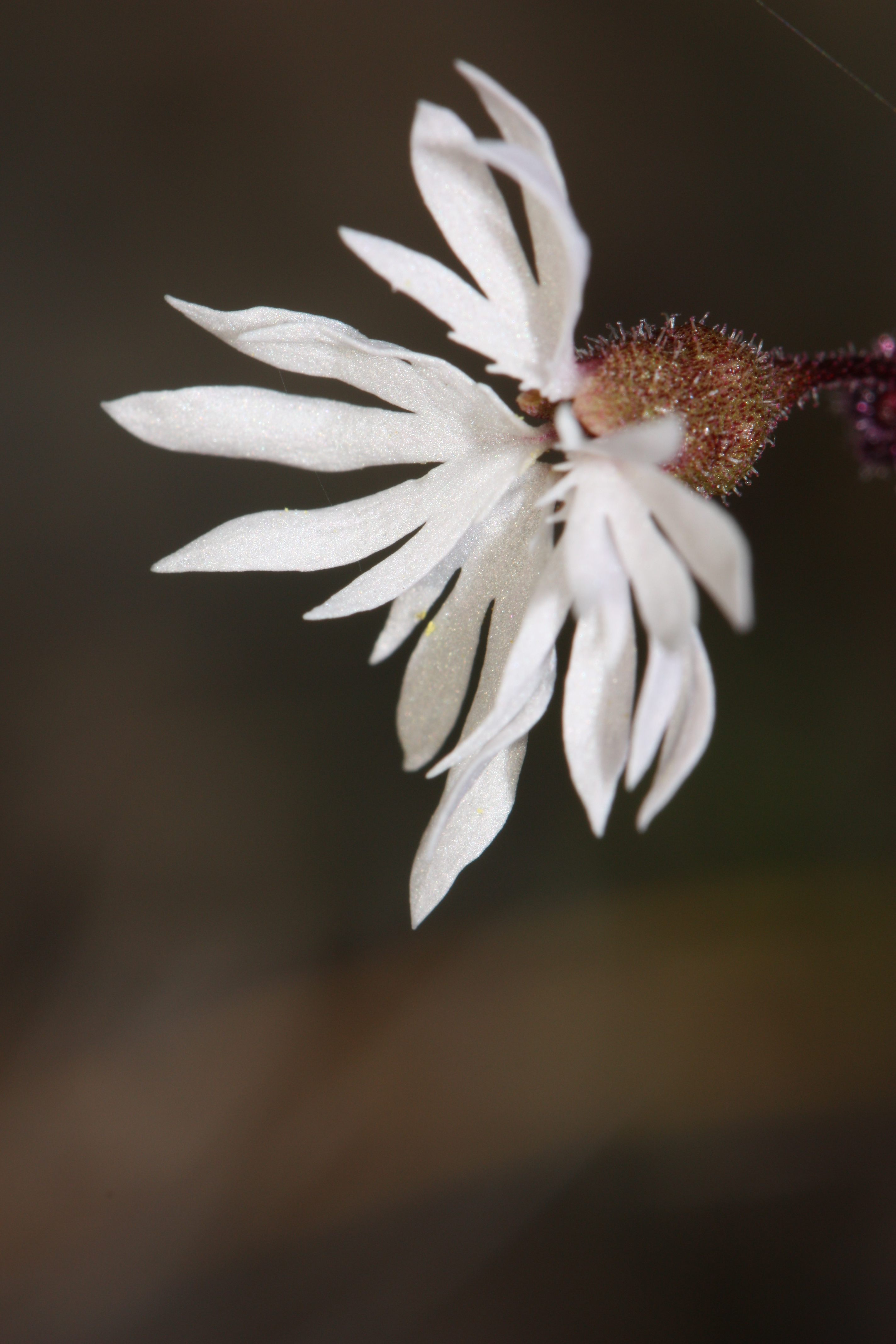
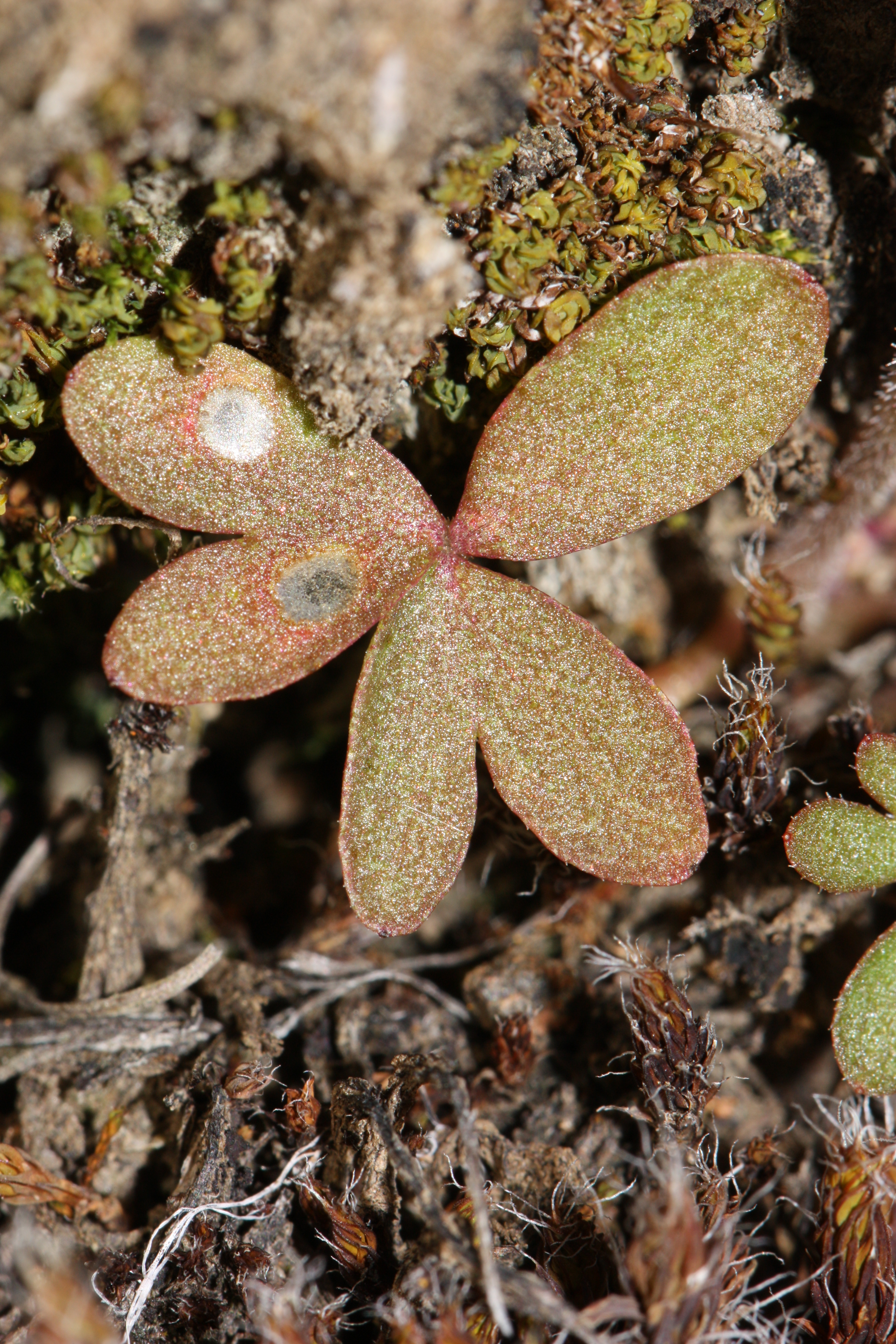